# Fixierung (Präparationsmethode)
Die Fixierung bezeichnet in der Biologie und Medizin, speziell der Pathologie, die Konservierung von Strukturen histologischer oder anatomischer Objekte zum Zweck weiterer Untersuchungen. Die verwendeten Fixierungsmittel sind abhängig von der weiteren Verwendung des so erzeugten Präparats.

## Methoden
| Methode                                                          | Beispiel für Anwendungsbereich                                | Details des Verfahrens |
| ---------------------------------------------------------------- | ------------------------------------------------------------- | --- |
| Formaldehyd, Paraformaldehyd                                     | Konventionelle Histologie und Immunhistologie, sowie Anatomie | Einlegen in gepufferte Formaldehyd-Lösung 40 g/L. Formaldehyd wirkt als Denaturierungsmittel, z. B. bei Formalin oder Bouin-Lösung. |
| Kryokonservierung                                                | Schnellschnitt                                                | Einfrieren bei etwa −30 °C, beispielsweise durch Trockeneis |
| Alkohole (z. B. Methanol oder Ethanol), Aceton oder Diethylether | Zytodiagnostik                                                | Verdrängung des intrazellularen Wassers und gleichzeitige Denaturierung durch Einlegen. Meist wird eine wässrige Lösung des Verdrängungsmittels verwendet, die Konzentration der Lösung abgestuft gesteigert und am Ende 100%iges Fixierungsmittel verwendet. |
| Vernetzungsmittel wie Glutaraldehyd                              | Transmissionselektronenmikroskopie, Gerbung                   | Als Kontrastmittel wird zumeist Osmiumtetroxid, Uranylacetat oder Wolframatophosphorsäure verwendet. |
| Hitze                                                            | Mikrobiologie                                                 | Erhitzen des Präparats in einer Flamme (beispielsweise der eines Bunsenbrenners) oder durch Mikrowellen |
| farberhaltende Fixierlösungen                                    | Makroskopische Präparation                                    | Zum Beispiel Jores I-Lösung, Kaiserling I-Lösung, Romhànyische Lösung und weitere Lösungen. |
| Salze von Schwermetallen                                         | Histologie, Gerbung                                           | Bildung schwerlöslicher Proteinsalze, z. B. bei der Chromgerbung oder bei der Fixierung mit Kupfersalzen nach Hollande oder mit Quecksilbersalzen nach Zenker                                                                                                 |

Bei der Fixierung in der Mikroskopie wird das Untersuchungsmaterial auf dem Glas des Objektträgers festgelegt. Dazu kann Erhitzen angewendet werden, wodurch organische Stoffe des Objekts, wie beispielsweise Eiweiße und polymere Kohlenhydrate (Schleime), so verändert werden, dass sie das Objekt an der Glasoberfläche festkleben (Hitzefixierung). Durch Einwirkung von bestimmten Chemikalien, wie beispielsweise Formaldehyd, können polymere Bestandteile des Objekts so verändert werden (beispielsweise Denaturierung), dass sie das Objekt an der Glasoberfläche festheften. Bei Ausstrichen von Mikroorganismen auf einem Glasobjektträger werden sie durch das Fixieren meistens auch weitgehend abgetötet.
Erst nach einer Fixierung werden erforderlichenfalls Färbungen zur Hervorhebung von Strukturen der Objekte vorgenommen, weil die Objekte dann nicht mehr so leicht abgespült werden können, und weil dann ihre Strukturen nicht mehr so leicht durch das Färbeverfahren verändert werden. Fixierung geht immer auch mit einer Denaturierung einher, wodurch die Autolyse vermindert wird. Vor einer Mikrosektion wird ein biologisches Gewebe nach der Fixierung mit Paraffin eingebettet. Dabei entsteht ein FFPE-Gewebe.
Bei der Fixierung ganzer Tiere oder deren Teile durch Infusion oder Injektion in Blutgefäße wird auch als Perfusion bezeichnet, z. B. bei der Thiel-Fixierung. Bei der Fixierung nach Walter Thiel wird eine Fixierungslösung mit Borsäure, Ethylenglykol, Ammonium- und Kaliumnitrat, Chlorkresol, Natriumsulfit und Formaldehyd verwendet. Die anschließende Lagerung erfolgt in einer verdünnteren Lösung (Tonnenlösung).
In der Immunologie wird der Vorgang zur Aufhebung der Effekte einer Fixierung als Antigendemaskierung bezeichnet. Die Vernetzung und Modifikation von Biomolekülen mit Formaldehyd kann durch Erhitzen oder durch Zugabe von Basen wieder rückgängig gemacht werden.

## Fixierung in der Anatomie
In der Anatomie können sowohl ganze Körper, wie auch einzelne Organe fixiert werden. Gerade in der makroskopischen Anatomie ist dies durch Körperspender möglich. Derartige Präparate werden daraufhin in Präparationskursen zur medizinischen Lehre verwendet.
Die Erstbeschreibung der fixierenden Eigenschaften von Methanal im Bezug auf die makroskopische Anatomie (Humanmedizin) fand 1894 durch F. Blum statt. Dieser beobachtete einen Übergang des Gewebes aus „festweichem Aggregatzustand in eine wesentlich resistentere, härtere Modifikation“. Es fiel ihm als erstes durch den Kontakt mit der eigenen Haut und einer nachfolgenden Verhärtung der Epidermis auf. Daraufhin legte er eine "Milzbrandmaus" für eine Nacht in Formaldehyd und stellte anschließend fest, dass sie sich anfühlt wie ein Spirituspräparat. Weiter beschrieb Blum, dass eine 10-fach verdünnte Lösung (Ausgangswert: 40%ige Lösung) rascher härtete als Ethanol und dies sogar bei größerem Gewebe. Makroskopisch war das Gewebe besser erhalten als nach einer Behandlung mit Ethanol, während eine nennenswerte Schrumpfung nicht zu erkennen war. Am Gehirn waren die weiße und die graue Substanz sogar noch klar differenzierbar. Mikroskopisch war nach Entwässerung und Celloïdin-Einbettung eine Empfänglichkeit für eine histologische Färbung auch nach Tagen noch feststellbar. Blum kooperierte mit Weigert, der die Aktionen am Gehirn und Rückenmark vornahm, während Blum selbst die Bearbeitung der anderen Organe vornahm. Meister, Lucius und Brüning zu Höchst a. M. (heute Sanofi S.A.) hatten auf das Produkt „Formol“ (Produktname) aufmerksam gemacht und es Blum zur Überprüfung gegeben.
Der Vater von dem praktizierenden Arzt F. Blum, Oberlehrer J. Blum, verwendete Formaldehyd bereits im Jahr 1893 erstmals zur Konservierung von zoologischen und botanischen Präparaten. Heute ist Formaldehyd das am meisten verwendete Fixier- und Konservierungsmittel.
Heutige Verfahren beruhen oft noch auf der Formalin-Methode, jedoch stehen auch andere Verfahren zur Fixierung eines Leichnams zur Verfügung. Insbesondere bewegliche und oft farberhaltende Fixierungen rücken aufgrund ihres ausgesprochen realitätsnahen Wertes mehr und mehr in den Fokus der medizinischen Aus- und Weiterbildung. Zu den bekanntesten Lösungen gehören hierbei so genannte Alkohol- und Salzlösungen sowie die Thiel-Lösung.